# Policondritis recidivant
La policondritis recidivant és una afecció multisistèmica caracteritzada per episodis repetits d'inflamació i deteriorament del cartílag. La malaltia, sovint dolorosa, pot causar deformitats articulars i posar en perill la vida si es veuen afectades les vies respiratòries, les vàlvules cardíaques o els vasos sanguinis. El mecanisme exacte no s'entén del tot, però es creu que està relacionat amb un atac immunitari a proteïnes particulars del cartílag.
El diagnòstic s'arriba sobre la base dels signes i símptomes i es recolza en investigacions com ara anàlisis de sang i, de vegades, altres investigacions. El tractament pot implicar tractament simptomàtic amb analgèsics o antiinflamatoris, i els casos més greus poden requerir la supressió del sistema immunitari.